# 9975 Takimotokoso

9975 Takimotokoso

9975 Takimotokoso eller 1993 RZ1 är en asteroid i huvudbältet som upptäcktes den 12 september 1993 av de båda japanska astronomerna Kazuro Watanabe och Kin Endate vid Kitami-observatoriet. Den är uppkallad efter den japanske amatörastronomen Koso Takimoto.
Asteroiden har en diameter på ungefär 6 kilometer.